# Praia Gamboa
A Praia Gamboa é uma praia do Arquipélago de São Tomé e Príncipe, localiza-se a Norte da ilha de São Tomé entre a Praia da Cruz e a Praia da Nazaré, frente à localidade de Santo Amaro. 